# Slobodan Praljak

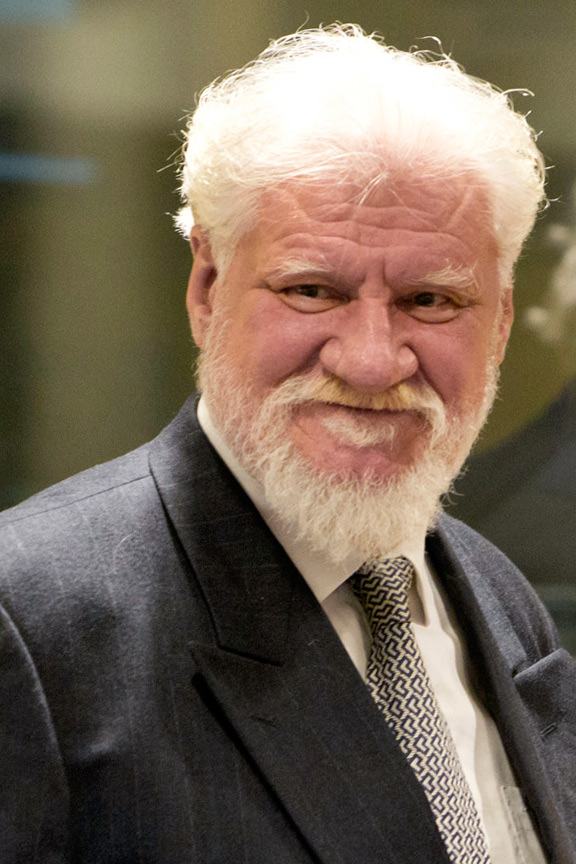
Slobodan Praljak (2013)

Slobodan Praljak (* 2. Januar 1945 in Čapljina, heute Bosnien und Herzegowina; † 29. November 2017 in Den Haag, Niederlande) war ein kroatischer Regisseur sowie General der Kroatischen Armee und des Kroatischen Verteidigungsrates (HVO) während der Jugoslawienkriege. Der Internationale Strafgerichtshof für das ehemalige Jugoslawien (ICTY) legte ihm die Beteiligung an mehreren Kriegsverbrechen während seiner Zeit als General des HVO im Bosnienkrieg zur Last. 2004 stellte er sich dem Gericht und wurde 2013 und 2017 als Kriegsverbrecher in erster und zweiter Instanz zu 20 Jahren Freiheitsstrafe verurteilt. Obwohl er aufgrund der bereits in Haft verbrachten Zeit bald freigekommen wäre, entging er der Strafe durch öffentlichen Suizid im Gerichtssaal.

## Leben

### Bis zum Kriegsausbruch
Praljak besuchte die Universität Zagreb und schloss zwischen 1970 und 1972 Studiengänge in Elektrotechnik, Philosophie und Theaterwissenschaft ab. Um sein Studium zu finanzieren, arbeitete er auf Baustellen in Deutschland.
Bis in die 1980er-Jahre hatte er Lehrtätigkeiten inne, war als Regisseur und Theaterintendant an verschiedenen Häusern tätig und führte bei Fernsehserien und einem Dokumentarfilm Regie. Bei dem Spielfilm Povratak Katarine Kožul (1989) führte er Regie und schrieb gemeinsam mit Abdulah Sidran das Drehbuch.
In seinem letzten Dokumentarfilm Sandžak – Novi Pazar (1991) sprach er unter anderem mit Rasim Ljajić, dem damaligen Generalsekretär der sozialdemokratischen SDA Sandžak, über die Situation der Bosniaken in der Region.

### Kroatien- und Bosnienkrieg
Bei Ausbruch des Kroatienkrieges schloss er sich 1991 der kroatischen Armee (HV) an. Ab 1992 nahm er dort mehrere Funktionen wahr:
- Mitglied des Beirats des Verteidigungsministeriums der Republik Kroatien
- Mitglied der Staatskommission für Beziehungen mit der Schutztruppe der Vereinten Nationen (UNPROFOR)
- Stellvertretender Verteidigungsminister und offizieller Repräsentant des Verteidigungsministeriums in außenpolitischen Fragen
- Repräsentant des Verteidigungsministeriums gegenüber den Streitkräften der Kroatischen Republik Herceg-Bosna

Praljak stieg bis in den Rang des Generalmajors auf. 1992 begann der Bosnienkrieg und 1993 trat Praljak auf eigenen Wunsch zum Kroatischen Verteidigungsrat (HVO) über, der Armee der Kroaten in Bosnien und Herzegowina. Die Truppen des HVO kommandierte er für mehrere Monate als Generalstabschef.
Im Kroatisch-bosniakischen Krieg kam es zu den Ereignissen, für die sich Praljak später vor Gericht verantworten musste. So traten am 23. Oktober 1993 nach einem Angriff der bosnischen ARBiH auf die kroatische Enklave im Raum um Vareš HVO-Verbände zu einer Gegenoffensive an. Praljak hatte sich nach Zeugenaussagen mit seinem Stellvertreter General Milivoj Petković und dem Präsidenten der HR HB, Mate Boban, beraten und die Entsendung der Einheit von Ivica Rajić beschlossen. Praljak hatte  die Truppen angewiesen, die Situation in Vareš zu klären und „keine Gnade gegenüber irgendjemandem zu zeigen“. Die HVO-Truppen töteten im Zuge der Offensive einige ARBiH-Kämpfer und Bewohner des Dorfes Stupni Do bei Vareš.
Ein weiteres Thema waren vor Gericht die Zustände und Vorkommnisse in drei Gefangenenlagern, darunter die Lager Dretelj, Heliodrom sowie Gabela, in denen auch viele ehemalige bosnische HVO-Kämpfer von ihren bosnisch-kroatischen Kameraden inhaftiert wurden, nachdem das Bündnis beider Seiten nach dem gemeinsamen Kampf gegen die Serben zerbrochen war. Das Lager Dretelj unterstand im September 1993 Praljaks Zuständigkeit. Praljak sagte aus, er übernehme die Verantwortung für die Entwaffnung und Verhaftung der bosnischen Kämpfer, habe aber angewiesen, sie gut zu behandeln. Für die Zustände in den Lagern schäme sich jeder Kroate. Dennoch sah es das Gericht als erwiesen an, dass Praljak von den Zuständen gewusst haben müsse und die Verbrechen dort hingenommen habe.
Des Weiteren wurde Praljak die Verantwortung für die Zerstörung von Kulturgut zur Last gelegt. Am 9. November 1993 war die Brücke Stari most in Mostar zusammengebrochen, nachdem HVO-Soldaten sie mit einem Panzer den 8. November über beschossen hatten. Die Brücke sei zwar von gegnerischen ARBiH-Truppen benutzt worden und damit ein militärisches Ziel, jedoch habe ihre Zerstörung der muslimischen Zivilbevölkerung von Mostar nach Ansicht der Ankläger des ICTY unverhältnismäßig viel Schaden zugefügt.

Praljak bestritt die Verantwortung für die Zerstörung der Brücke, da er am 9. November 1993 das Kommando an Ante Roso abgegeben habe. In einem Fernsehinterview mit dem Journalisten Mate Đaković im Jahr 1998 in Sarajevo führte Praljak dazu aus: 

„Ja nisam srušio Stari most. Pazite rečenicu – ja nisam srušio Stari most niti sam da zapovijed. […] I to ću ponoviti – nisam srušio Stari most, ali bih tri Stara mosta srušio za prst svoga vojnika“

„Ich habe die alte Brücke nicht zerstört. Achten Sie auf meine Worte – ich habe weder die Alte Brücke zerstört noch den Befehl dazu gegeben. […] Und ich sage es nochmal – ich habe die Alte Brücke nicht zerstört, aber ich würde drei alte Brücken zerstören für den Finger eines meiner Soldaten.“

Da sich Praljak aber am Vortag in Mostar aufgehalten hatte und HVO-Truppen zu diesem Zeitpunkt schon begonnen hatten, die Brücke zu beschießen, sah es das Tribunal als erwiesen an, dass Praljak zumindest Kenntnis von dem Angriff gehabt haben musste und es versäumt hatte, sich die entsprechenden Informationen zu beschaffen und einzugreifen.

### Verurteilung
2004 hatte sich Praljak dem UN-Gericht gestellt. Er wurde mit fünf weiteren Personen vor dem ICTY wegen zahlreicher Kriegsverbrechen wie Verbrechen gegen die Menschlichkeit und schwerer Verstöße gegen die Genfer Konventionen sowie das Kriegsvölkerrecht angeklagt.
Das Tribunal stellte fest, dass Praljak versäumt habe einzugreifen, als ihn 1993 Berichte über kroatische Soldaten erreichten, die in Prozor Muslime zusammengetrieben hatten. Des Weiteren habe er nicht gehandelt, als er von Planungen zu Ermordungen und Übergriffen auf internationale Helfer erfuhr. Er war 13 Jahre im ICTY-Gefängnis in Scheveningen inhaftiert und schrieb in dieser Zeit 18 Bücher, die als Rechtfertigungs- und Exkulpationsliteratur angesehen werden.

### Suizid
Nachdem Slobodan Praljak bereits 13 Jahre in Untersuchungshaft verbracht hatte, bestätigte der Strafgerichtshof am 29. November 2017 in Den Haag die vorherige Verurteilung zu 20 Jahren Haft. Da Praljak bereits mehr als zwei Drittel dieser Zeit in Haft verbracht hatte, wäre er trotz dieses Urteils wahrscheinlich bald auf freien Fuß gesetzt worden. Nach dem Richterspruch sagte Praljak in kroatischer Sprache:
Suci, Slobodan Praljak nije ratni zločinac, s prijezirom odbacujem vašu presudu!
„Richter, Slobodan Praljak ist kein Kriegsverbrecher, mit Verachtung weise ich Ihr Urteil zurück.“
Anschließend trank er etwas aus einem kleinen Behälter und informierte das Gericht auf Kroatisch:
To je otrov koji sam popio.
„Das ist Gift, das ich getrunken habe.“
Daraufhin wurde er in ein Krankenhaus eingeliefert, wo er starb. Die niederländische Staatsanwaltschaft leitete Ermittlungen ein, um zu klären, wie Praljak an das Gift gekommen war. Sie stellte fest, dass er an Herzversagen, ausgelöst durch Zyankali, starb. Es konnte nicht geklärt werden, wie Praljak in den Besitz des Zyankalis gelangt war.
Der kroatische Ministerpräsident Andrej Plenković kondolierte der Familie Praljaks und nannte das Urteil „inakzeptabel“. Auch andere kroatische Politiker kritisierten das Gericht. Dragan Čović, kroatisches Mitglied im Staatspräsidium von Bosnien und Herzegowina, nannte Praljaks Suizid „höchst ehrenwert“. Das kroatische Parlament forderte in einer Erklärung die Regierung auf, das Urteil mit allen rechtlichen und politischen Mitteln anzufechten.

## Filmografie
Slobodan Praljak führte bei folgenden Filmen Regie:
- 1976: Blesan i Tulipan (Der Trottel und die Tulpe, Fernsehserie, 1 Episode)
- 1979: Jegulje putuju u Sargasko more (Fernsehfilm)
- 1989: Povratak Katarine Kožul (Die Rückkehr der Katarina Kožul)
- 1990: Duhan (Video-Dokumentation)
- 1990: Sandžak (TV-Dokumentation)

### Filme
- 2005: Die Amateure und der General, Dokumentarfilm, Deutschland, Regie und Drehbuch: Helge Cramer

## Trivia
In dem Text des Liedes Malo nas je al' nas ima (Wir sind wenige, aber es gibt uns) von Boris Novković aus dem Jahr 2004, welches dieser mit Dino Dvornik singt, wird Praljaks Name in einer textlichen Aneinanderreihung von Namen bekannter Kroaten aufgesagt. Das Lied ist ein Fangesang und gleicht im Stil des Textes und der Musik dem Lied We Didn’t Start the Fire von Billy Joel.